# Aqualuna
Aqualuna (스피어즈, Spheres) è una serie animata coreana (manhwa) in 26 episodi, prodotta nel 2003 dallo studio di animazione Studio Kaab e trasmessa dal network televisivo coreano Munhwa Broadcasting Corporation. In Italia è stata trasmessa per la prima volta dall'emittente romana Super 3, su Tele Milano all'interno della trasmissione televisiva Contactoons, con il nome originale della serie,  poi dalla torinese Telestudio ed è distribuita nel mercato home video da Mediafilm.

## Trama
Poiché la piccola Na Yeon (나연) possiede poteri molto particolari come la telecinesi e il teletrasporto, cambia scuola e viene mandata a studiare nella speciale scuola diretta dal nonno, dove ci sono ragazzi come lei, ognuno con un potere o un'abilità diversa. Lo scopo della scuola è di insegnare ai ragazzi ad utilizzare al meglio i loro poteri e le misteriose sfere, per difendere il mondo dalle forze oscure che lo minacciano.

## Doppiaggio
Il doppiaggio italiano della serie, a cura della Mediafilm, è stato eseguito presso lo studio Videodelta di Torino. I dialoghi italiani sono di Fabrizio Castellano e Danilo Bruni.
La sigla italiana è cantata da Santo Verduci
| Personaggio      | Doppiatore originale | Doppiatore italiano |
| ---------------- | -------------------- | ------------------- |
| Na-Yon / Na-Long | Yang Jeong Hwa       | Anna Lana           |
| Ho Jun-Lee       | Rhee Myeong Seon     | Luca Ghignone       |
| Seo-Dong         | Kim Hyo Seon         | Patrizia Mottola    |
| Principessa      | Woo Jeong Sin        | Laura Facchin       |
| Thang Kong       | Kim Hyo Seon         | Davide Albano       |

## Episodi
| Nº | Titolo italiano Titolo coreano                                     | In onda          | In onda |
| Nº | Titolo italiano Titolo coreano                                     | Coreano          |         |
| 1  | La partenza 「나만의 능력」                                        | 27 febbraio 2003 |         |
| 2  | La nuova scuola 「새로온 친구들」                                  | 6 marzo 2003     |         |
| 3  | Il passaggio segreto 「비밀의 방」                                 | 13 marzo 2003    |         |
| 4  | Il potere delle sfere 「스피어 윙」                                | 20 marzo 2003    |         |
| 5  | Un nuovo arrivo 「공주는 못 말려!」                                | 27 marzo 2003    |         |
| 6  | Una gita movimentata 「친구들을 구하라!」                          | 3 aprile 2003    |         |
| 7  | Principessa superstar 「스타는 피곤해!」                           | 10 aprile 2003   |         |
| 8  | Una partita pericolosa 「사이버 월드」                             | 17 aprile 2003   |         |
| 9  | L'energia dell'antica sfera 「비밀의 성궤」                        | 24 aprile 2003   |         |
| 10 | La telepatia 「마음을 열어라!」                                    | 1º maggio 2003   |         |
| 11 | Il rubino della discordia 「믿음」                                 | 8 maggio 2003    |         |
| 12 | Un'amica per Nalong 「나는 나롱이!」                               | 15 maggio 2003   |         |
| 13 | Una prova difficile 「슈퍼스피어」                                 | 22 maggio 2003   |         |
| 14 | L'ultimo concerto degli Espar 「라스트 콘서트」                    | 29 maggio 2003   |         |
| 15 | Nelle mani dell'unione 「밝혀지는 비밀」                           | 5 giugno 2003    |         |
| 16 | Il rapimento del nonno 「영재학교의 위기!」                        | 12 giugno 2003   |         |
| 17 | Verso l'isola di Pipao 「피파오 왕국」                             | 19 giugno 2003   |         |
| 18 | Il regno sommerso 「레드 스피어 스톤」                             | 26 giugno 2003   |         |
| 19 | Alla ricerca della pietra blu (prima parte) 「진의 비밀」          | 3 luglio 2003    |         |
| 20 | Alla ricerca della pietra blu (seconda parte) 「블루 스피어 스톤」 | 10 luglio 2003   |         |
| 21 | Prigionieri! 「치파야 마을의 소녀」                                | 17 luglio 2003   |         |
| 22 | Le rovine di Kawaci 「전설의 나스카」                              | 24 luglio 2003   |         |
| 23 | Avventura tra i ghiacci 「나는 누구죠?」                           | 31 luglio 2003   |         |
| 24 | La leggenda di Gonz 「바이칼 시스템」                              | 7 agosto 2003    |         |
| 25 | L'ultima battaglia 「스피어즈 문명의 부활」                        | 14 agosto 2003   |         |
| 26 | La fine del Vical 「우리는 하나」                                  | 21 agosto 2003   |         |